# Alder Springs (condado de Fresno)
Alder Springs es un área no incorporada ubicada en el condado de Fresno en el estado estadounidense de California.

## Geografía
Alder Springs se encuentra ubicada en las coordenadas 37°3′58″N 119°24′8″O / 37.06611, -119.40222.